# Museo civico di Teramo
Il Museo civico di Teramo, o anche Pinacoteca Comunale, raccoglie i più importanti pezzi dell'arte dal Quattrocento fino alla fine del Ottocento, di Teramo e dei dintorni.
È allestito al centro della Villa Comunale, nelle 15 sale di un palazzo ottocentesco al centro del giardino.

## Storia

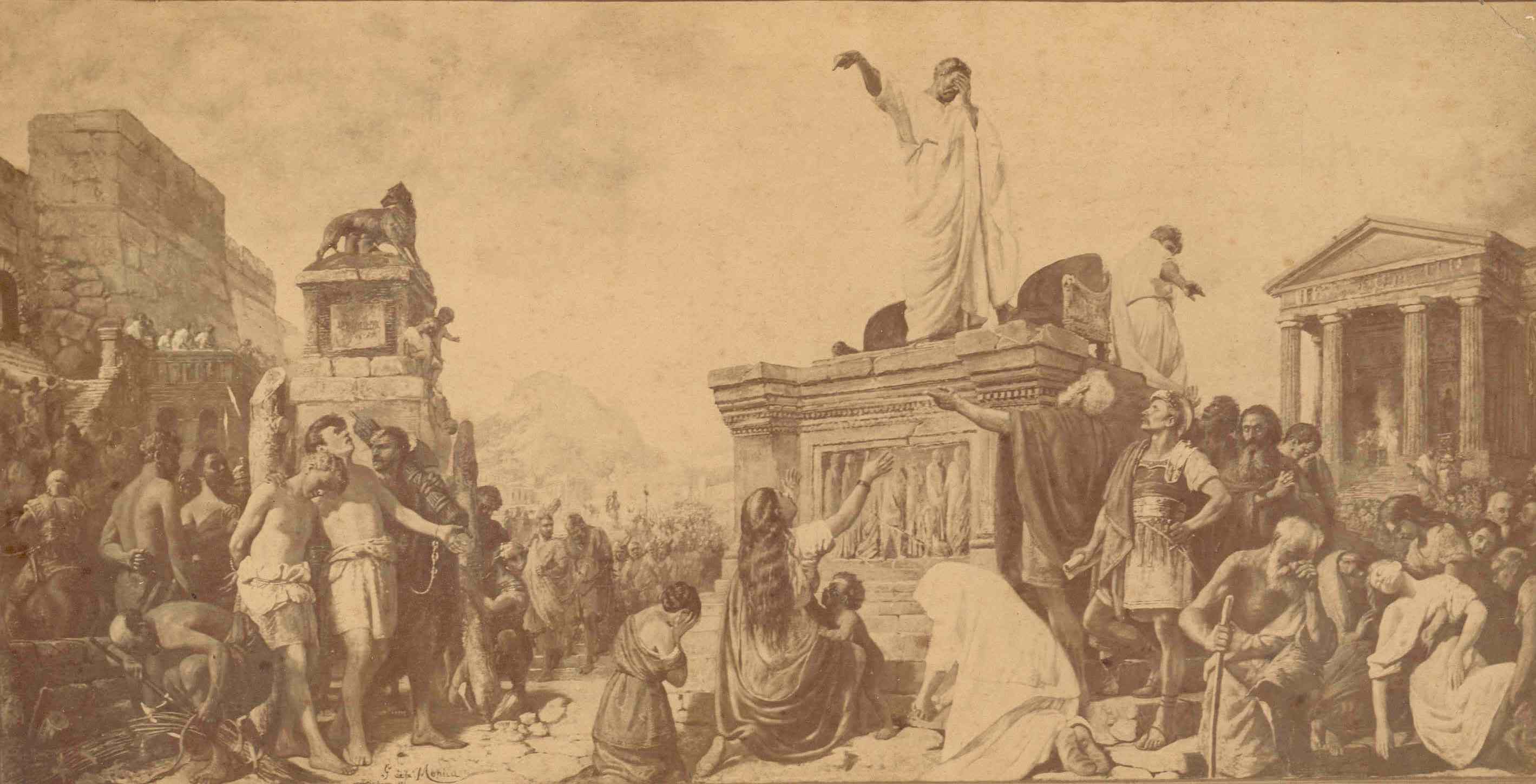
Affresco del salone maggiore: "Bruto e i figli", di Gennaro Della Monica (1886)

Il Museo nacque tra il 1868 e il 1888, quando dalle chiese cittadine confluirono non solo opere sacre, ma anche "tesori" che possedevano i religiosi. Il palazzo fino agli anni '50 fu sede del Tribunale di Teramo, che prima era ospitato presso le vecchie carceri in corso Cerulli, dove fu eretto poi il palazzo Savini. Per l'abbellimento del Tribunale fu chiamato anche Gennaro Della Monica, che dipinse il salone della Corte d'Assise con l'affresco dal gusto classico alla francese "Bruto e i figli" (1886), lodato anche da Giacinto Pannella. Il Tribunale di Teramo oggi è in uno stabile fuori Porta Madonna, in via Beccaria.
Le opere vennero provvisoriamente esposte in un palazzo vicino alla chiesa di Sant'Anna, cioè nell'attuale sede del museo archeologico di Teramo. Poco dopo, in città furono trovati reperti di epoca romana che, considerati più importanti, presero il posto dei dipinti che perciò finirono nei depositi. Dal XX secolo i reperti archeologici furono sistemati nell'attuale Museo archeologico "Francesco Savini", presso l'ex complesso di San Carlo Borromeo nel centro storico, mentre i dipinti vennero collocati nell'attuale sede.

## Opere ospitate
Sala 1
- Madonna del Melograno (Giacomo da Campli, metà XV sec.)
- San Bonaventura e San Sebastiano (Maestro dei Polittici Crivelleschi, seconda metà del XV sec.)
- San Girolamo e San Francesco (scuola teramana, metà del XV sec.)

Sala 2
- Madonna col Bambino (scuola teramana, fine del XV sec.)
- Crocifissione (scuola di Pietro Damini, intorno al 1624)
- Papa Eleuterio consegna il documento di scomunica al Vescovo Francesco Chiericati (scuola veneto-lombarda, XVI sec.)

Sala 3
- Il Peccato Originale (Paolo De Matteis, 1685 circa)
- Gesù e la Samaritana (scuola veneta, metà del XVII sec.)
- Ultima Cena (copia da Joos Van Cleve, XVI-XVII sec.)

Sala 4
- Madonna del Rosario e Santi (Francesco Solimena, 1750?)
- Madonna col Bambino (Francesco de Mura, metà del XVIII sec.)
- Maddalena (scuola napoletana, XVII sec.)

Sala 5
- Battesimo di Costantino (Sebastiano Conca, XVIII sec.)
- Madonna con Bambino e Sant'Anna (copia da Carlo Saraceni, XVIII sec.)
- Amore e Psiche (Candlelight Master, metà del XVII sec.)

Sala 6
- Fauno (scuola di Pier Francesco Mola, XVII sec.)
- Natura morta (scuola lombarda, metà del XVII sec.)
- Natura morta e fiori (scuola di Giuseppe Recco, XVIII sec.)

Sala 7
- Natura morta (Aniello Ascione, XVIII sec.)
- scena di battaglia (Francesco Antonio Simonini, XVII-XVIII)
- Studio per decorazione (Corrado Giaquinto, inizi del XVIII sec.)

Sala 8
- Papessa Giovanna (Angelo Caroselli?, XVII sec.)
- Paesaggio marino (Leonardo Coccorante, intorno al 1739)
- Veduta con rovine (Leonardo Coccorante, XVIII sec.)

Sala 9

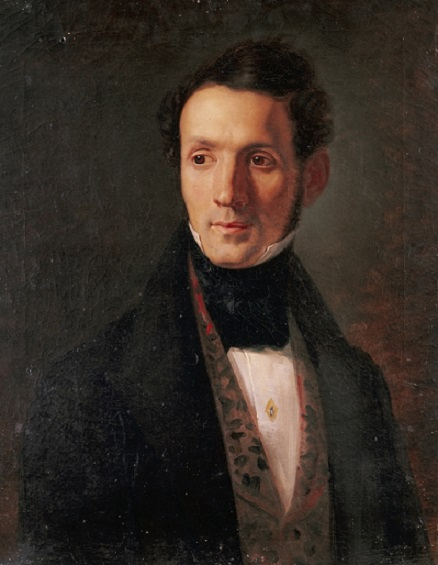
"Autoritratto" di Giuseppe Bonolis

- Ritratto di un ecclesiastico (Benedetto Gennari, XVIII sec.)
- Ritratto di gentiluomo (attr.Jacob Ferdinand Voet, XVII-XVIII sec.)
- Autoritratto (Giuseppe Bonolis, 1833-1835)

Sala 10

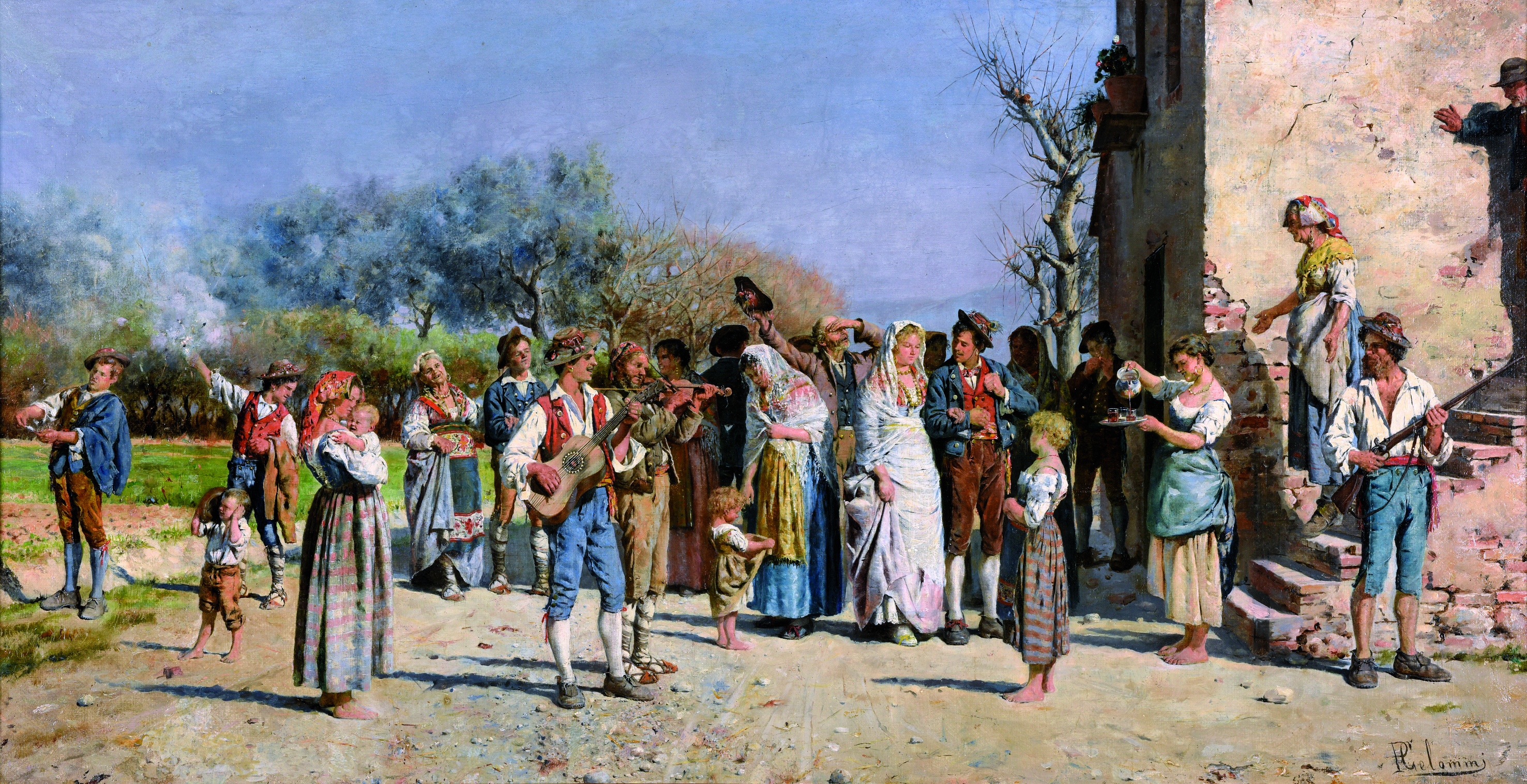
"Sposalizio abruzzese" di Pasquale Celommi

- Ritratto (Gennaro Della Monica, 1901)
- Primavera (Pasquale Celommi,1890 c.)
- Estate (Pasquale Celommi, 1890-1900)
- Autunno (Pasquale Celommi, 1890-1900)
- Inverno (Pasquale Celommi, 1890-1900)
- L'operaio politico (Pasquale Celommi, 1888)

Sala 11
- Palazzo Donn'Anna (Gaetano Esposito, 1893 circa)
- Contadina con falce (Basilio Cascella, 1899 c.)
- La preparazione della bandiera (Cesare Averardi, 1906-1908)

Sala 12
- Ritratto della sorella Gemma (Cesare Averardi,1913-1914)
- Contemplazione (Raffaello Celommi,1898)
- Partenza per la pesca (Raffaello Celommi, 1930)

Sala 13
- Figura (Guido Montauti,1969)
- Natura morta (Giovanni Gromo,1977)
- Dogana (Gonsalvo Carelli, XIX sec.)

Sala 14
- La cieca orfanella abruzzese (Raffaello Pagliaccetti,1879)
- Ritratto di Gaetano Braga (Costantino Barbella,1897)
- Madonna e Battesimo di Cristo (ceramica) (attr.Berardino Gentili, XVII sec.)

Sala 15
- Sacra Famiglia (ceramica) (attr.Candeloro Cappelletti, XVIII sec.)
- Sant'Antonio e il bambin Gesù (attr.Liborio Grue, XVIII sec.) ceramica
- Paesaggio (maiolica) (att.Nicola Tommaso Grue, XVIII sec. circa)